# Gunsbach
Gunsbach (deutsch Günsbach, elsässisch Ginschbe) ist eine französische Gemeinde im Elsass mit 864 Einwohnern (Stand 1. Januar 2022) im Département Haut-Rhin in der Region Grand Est. Sie gehört zum Arrondissement Colmar-Ribeauvillé zum Kanton Wintzenheim und zum Kommunalverband vom Münstertal (frz. Vallée de Munster).

## Geografie

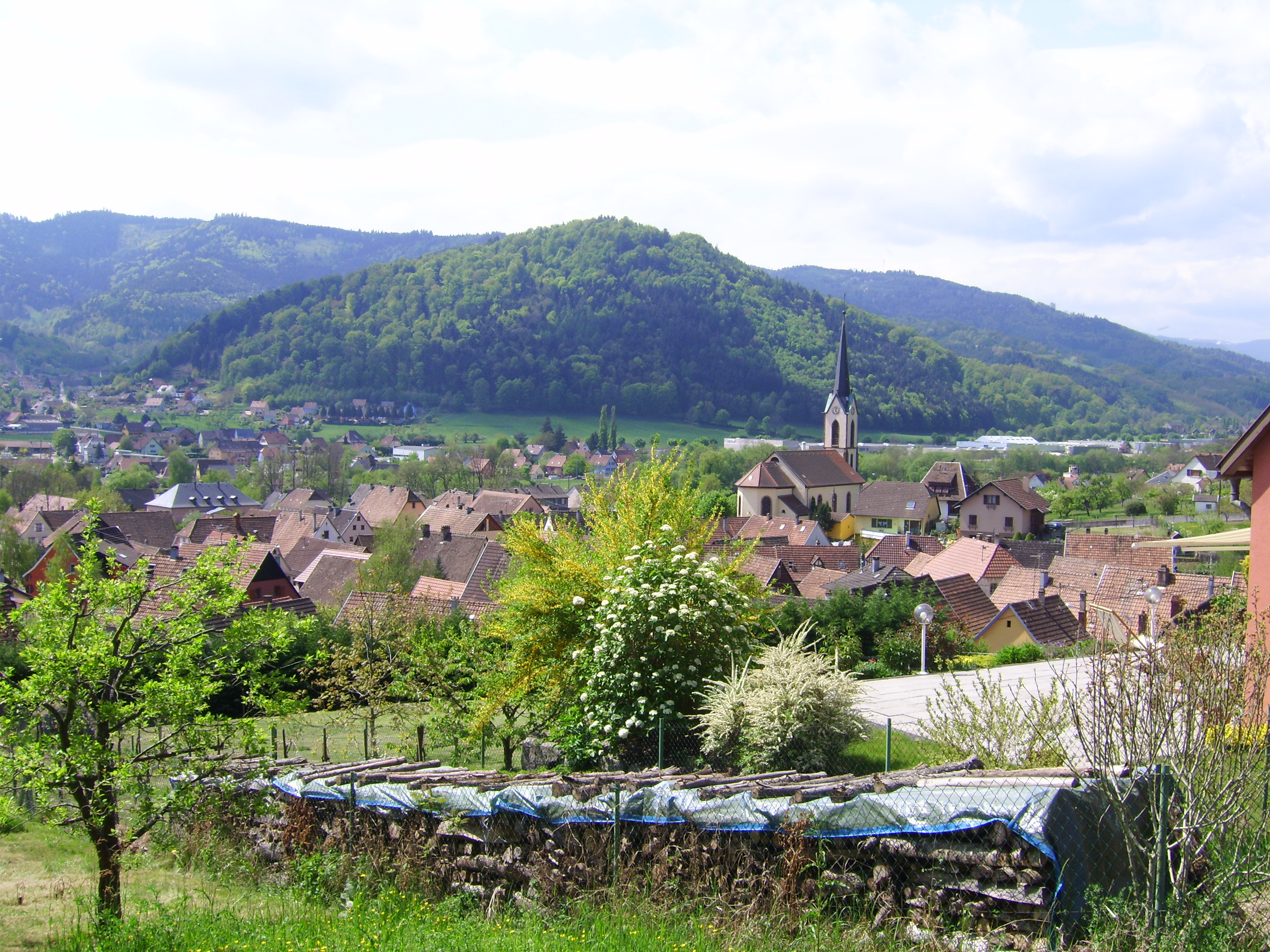
Blick auf Gunsbach

Die Gemeinde Gunsbach liegt etwa 16 Kilometer südwestlich von Colmar im Tal der Fecht, auch Vallée de Munster (deutsch: Münstertal) genannt. Das Gemeindegebiet gehört zum Regionalen Naturpark Ballons des Vosges.

## Geschichte
Von 1871 bis zum Ende des Ersten Weltkriegs gehörte Günsbach als Teil des Reichslandes Elsaß-Lothringen zum Deutschen Reich und war dem Kreis Colmar im Bezirk Oberelsaß zugeordnet.

### Bevölkerungsentwicklung
| Jahr      | 1910 | 1962 | 1968 | 1975 | 1982 | 1990 | 1999 | 2007 | 2017 |
| Einwohner | 784  | 630  | 633  | 650  | 702  | 709  | 789  | 916  | 907  |

## Wirtschaft
Vor allem auf der westlichen Seite des Dorfes hat sich Industrie angesiedelt.

### Verkehr
Südlich des Dorfkerns verläuft die Hauptstraße D417 von Colmar nach Munster.
Mit Griesbach-au-Val teilt sich das Dorf einen Bahnhof der SNCF-Strecke Colmar–Metzeral, der zwischen beiden Orten liegt.

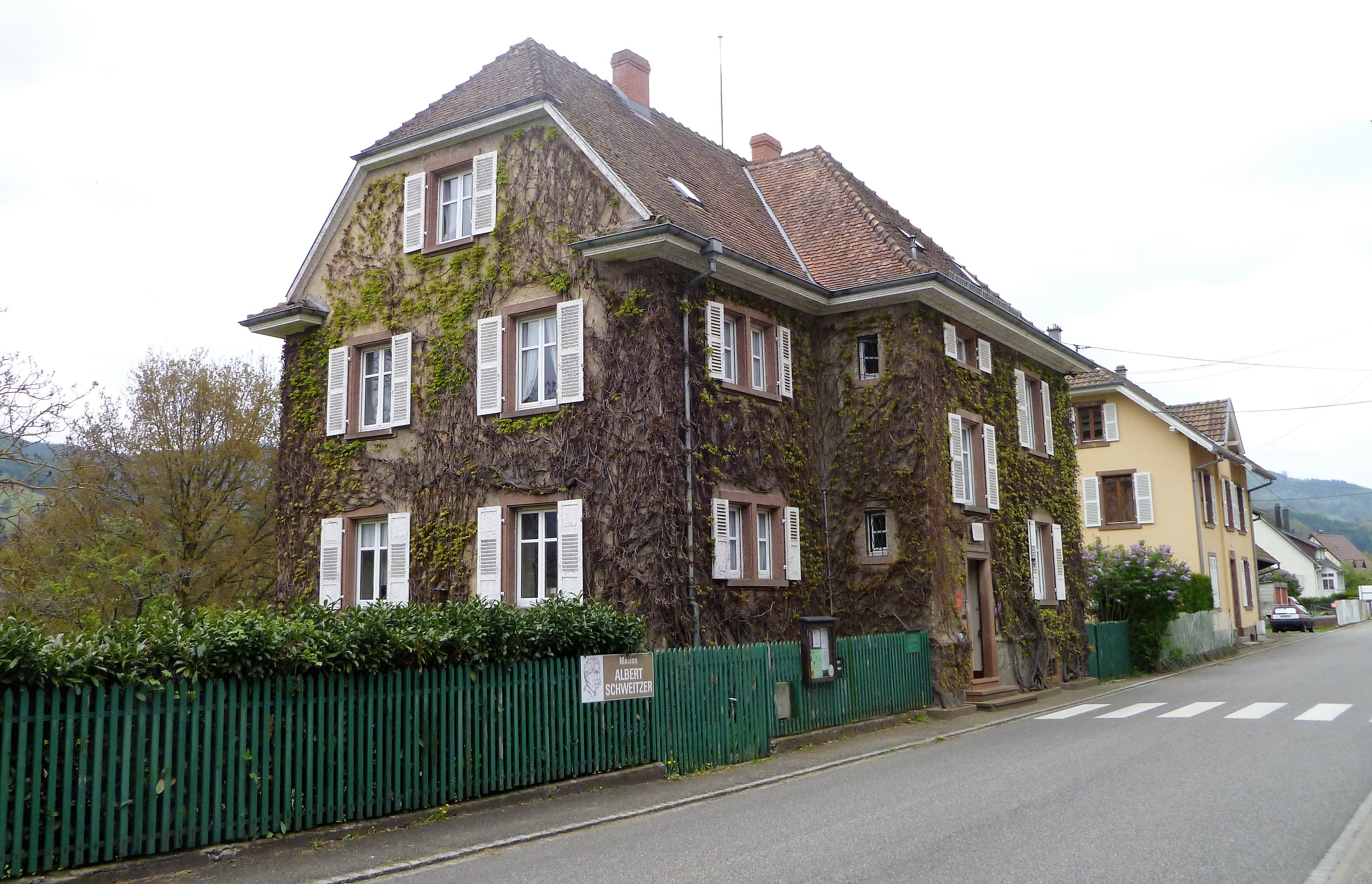
Museum Albert Schweitzer in Gunsbach

## Kultur

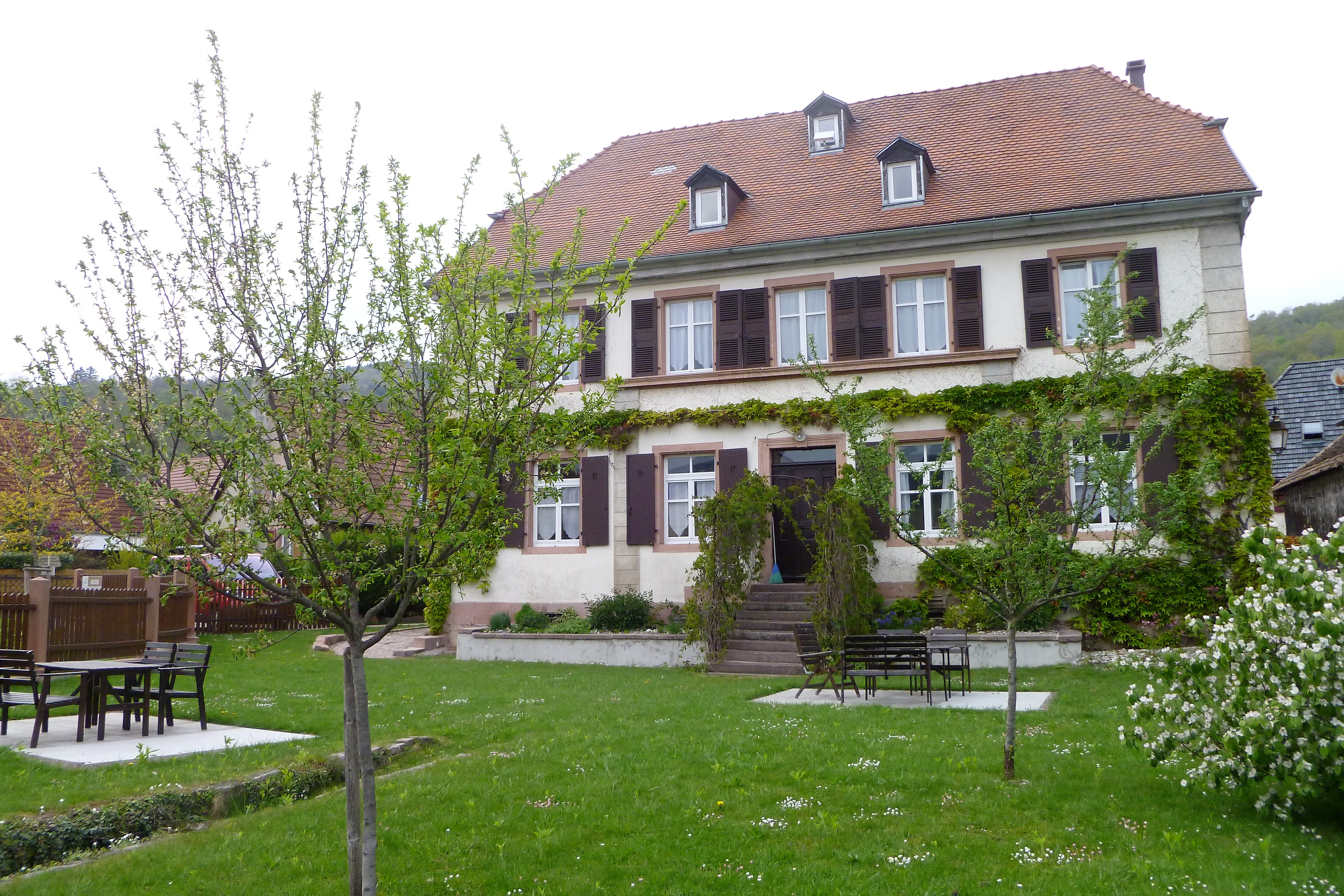
Presbytère Gunsbach – ehemaliges Pfarrhaus aus Albert Schweitzers Jugendzeit – heute eine Begegnungsstätte

Der Ort ist Sitz der internationalen Albert-Schweitzer-Stiftung (AISL). Im Haus, das Schweitzer 1928/1929 erbauen ließ, befindet sich heute ein Museum und Archiv zum Lebenswerk des Nobelpreisträgers. Im Haus gegenüber, wo Schweitzers Bruder gewohnt hatte, ist eine Bibliothek eingerichtet. Das ehemalige Pfarrhaus, in dem Schweitzer seine Jugendzeit erlebte, ist heute eine anmietbare Begegnungsstätte. Im Rathaus gibt es – im ehemaligen Klassenzimmer – ein kleines „Afrika-Museum“, wo Kunstgewerbe und Brauchtum aus der Umgebung von Lambaréné gezeigt werden; dieses Material wurde von Emma Haussknecht, einer langjährigen Mitarbeiterin Schweitzers zusammengetragen.

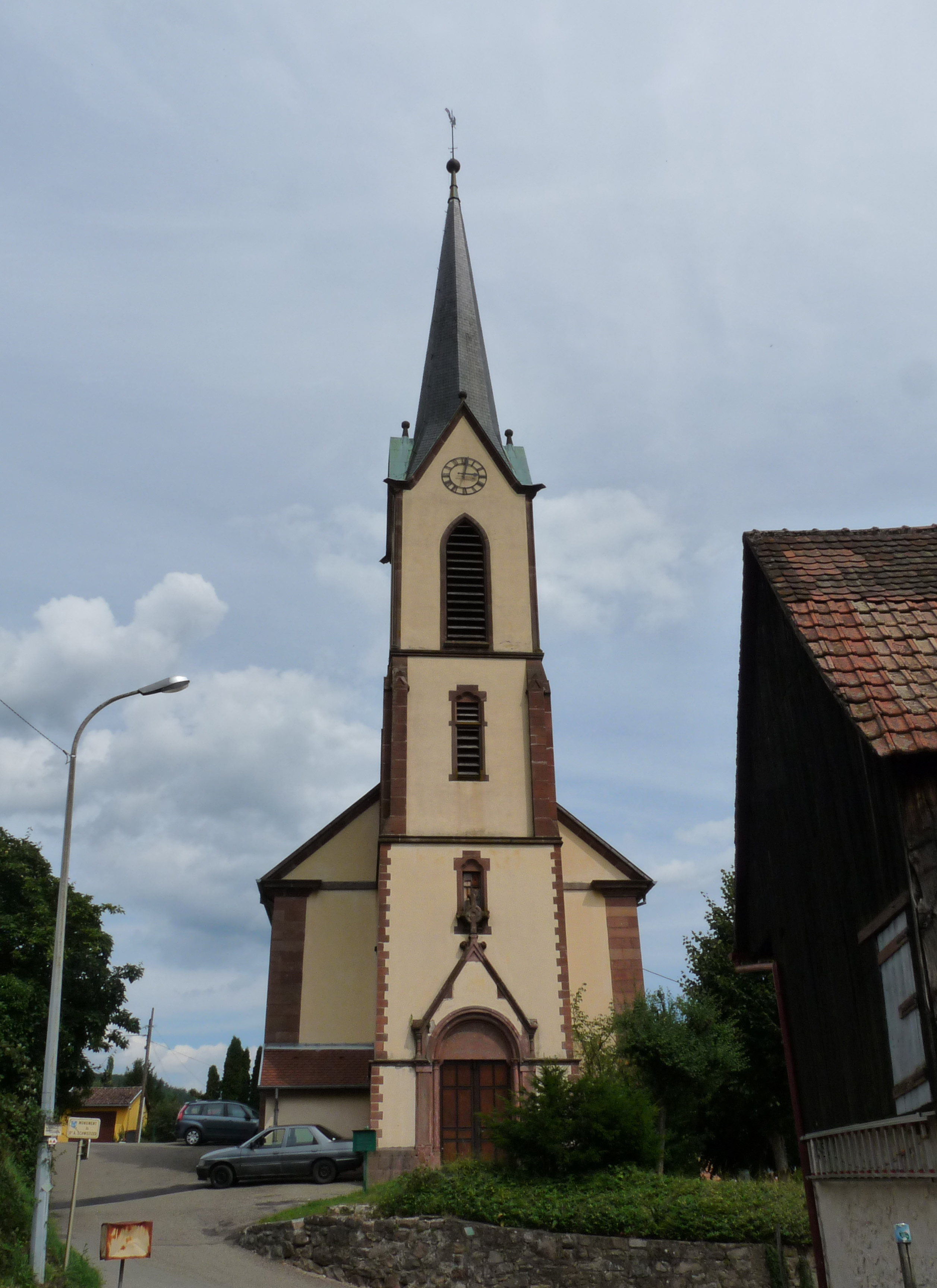
Kirche Saint-Himère (St. Himerius) in Gunsbach

Albert Schweitzer begann mit acht Jahren, auf der Kirchenorgel in Gunsbach zu spielen. 1931 wurde in die Kirche eine neue nach seinen Angaben gefertigte Orgel eingebaut, als Muster für eine Dorforgel, die allen an ein solches Instrument gestellten Anforderungen gerecht werden könne. Da dieses Instrument im Zweiten Weltkrieg schwer beschädigt wurde, kam es 1961 zu einem Neubau, der sich ebenfalls an den Angaben Schweitzers orientierte. Seit 1971 findet jährlich zum Todestag Schweitzers ein Gedächtniskonzert statt.
Der Albert-Schweitzer-Weg ist ein Rundgang durch das Dorf, der anhand von 16 Informationstafeln den Spuren Schweitzers folgt. Auf dem Rundgang befindet sich eine aus rotem Sandstein gefertigtes Denkmal Schweitzers, das 1969 von Fritz Behn erschaffen wurde.

## Persönlichkeiten
- Albert Schweitzer (1875–1965), deutsch-französischer Forscher, Arzt, Philosoph, evangelischer Theologe, Organist, Musikwissenschaftler und Pazifist, wuchs in Gunsbach auf. Sein Vater, Ludwig Schweitzer, war dort Pfarrer.